# Catherine (Alabama)
Pour les articles homonymes, voir Catherine.
Catherine est une communauté non incorporée et une census-designated place (CDP) du comté de Wilcox, en Alabama, aux États-Unis. Elle se trouve à 194 pieds (59 m) d'altitude.
Catherine compte 22 habitants en 2010, ce qui en fait la CDP la moins peuplée de l'Alabama.
Le joueur professionnel de baseball Jake Peavy réside à Catherine.